# 陳月儀
陳月儀（565年—650年），北周宣帝宇文贇的五個皇后之一。自称潁川人，是大將軍陈山提的第八個女兒。大象元年（579年）六月被選入宮中，封為德妃；一個月後，封為天左皇后；第二年二月，改封天左大皇后。因為宇文贇後來又寵愛尉遲熾繁的關係，便將皇后由四個改為五個，增加天中大皇后的位置，封陳月儀為天中大皇后。
起初，陳月儀與元樂尚同時選入後宮，由於她們兩人同年，加上宇文贇對她們的寵愛與禮數都相同的關係，兩人又同時被冊封，因此她們的感情相當好。宇文贇過世後，陳月儀出家為尼，法號華光。宇文贇的妻妾們在隋朝時便已相繼過世，只有陳月儀與元樂尚兩個活到唐朝，陳月儀在唐高宗永徽初年過世，享寿八十五。

## 延伸阅读
[在维基数据编辑]
 《北史·卷014》，出自李延壽《北史》